# Viersen (distrito)
Viersen é um distrito (Kreis ou Landkreis) da Alemanha localizado na região administrativa (Regierungsbezirk) de Düsseldorf, no estado da Renânia do Norte-Vestfália.

## Cidades e Municípios
Populações em 30 de junho de 2006:
| Cidades: 1. Willich (51 961) 2. Nettetal (42 411) 3. Kempen (36 294) 4. Tönisvorst (30 159) 5. Viersen (76 190) | Municípios: 1. Schwalmtal (19 374) 2. Brüggen (16 195) 3. Grefrath (15 885) 4. Niederkrüchten (15 389) |